# Jan Gadomski
Jan Gadomski (24 de junio de 1889 - 2 de enero de 1966)  fue un astrónomo polaco, divulgador científico de la astronomía y de la astronáutica. 

## Semblanza
Gadomski completó en 1908 la escuela secundaria en Cracovia, iniciando a continuación sus estudios de astronomía y obteniendo la graduación en el año 1914. Desde 1919 trabajó como asistente de Tadeusz Banachiewicz en el Observatorio de Cracovia, y a partir de 1927 fue profesor asociado en el Observatorio de la Universidad de Varsovia. 

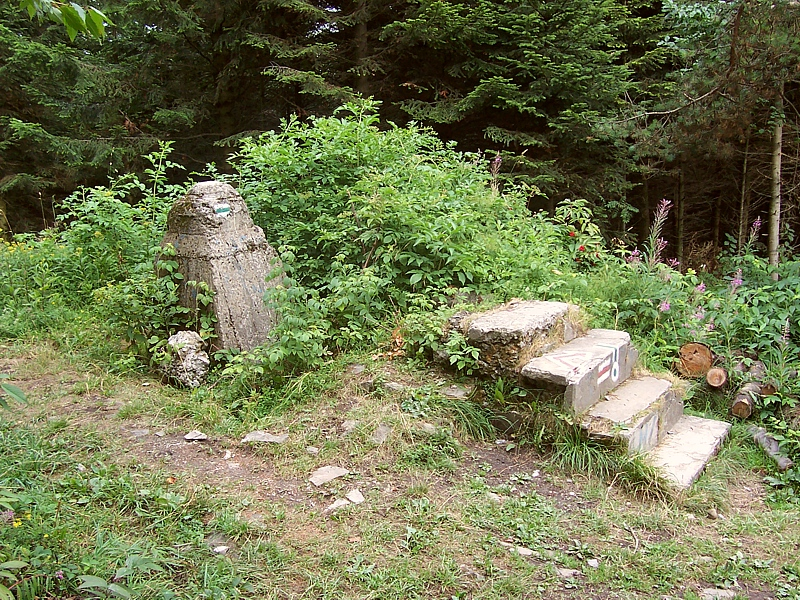
Ruinas de la Estación de Observación de Lubomirze

En 1922 fundó la Estación de Observación de Lubomirze, en la que trabajó durante dos años. Participó también activamente en la creación del Observatorio Astronómico y Meteorológico en la cima del monte Pop Iwan (actualmente forma parte de Ucrania). 
Sus investigaciones incluyeron la observación de estrellas variables binarias eclipsantes, realizando en particular el seguimiento de 857 eclipses de la estrella Algol.
Gadomski también se ocupó de la popularización de la astronomía. Desde 1930 sustituyó a Tadeusz Banachiewicz en la elaboración del Calendario Astronómico Ilustrado. Fue autor de un libro de texto de astronomía para liceos e institutos publicado en 1938; en colaboración con Eugeniusz Rybka editó una guía de cosmología desde 1931; y publicó así mismo numerosos libros divulgativos sobre astronomía. 
Después de la Segunda Guerra Mundial, junto con el astrónomo Michał Kamieński fue uno de los creadores del observatorio de la Universidad de Varsovia, siendo su primer director tras el reinicio de las actividades de la universidad. Fundó la sucursal del observatorio en Ostrowiku, donde se preservó el instrumental rescatado del observatorio del monte Pop Iwan. En 1948 fue el primer presidente tras la guerra de la Sociedad de Aficionados a la Astronomía. Entre los años 1946 y 1950 editó la revista "Urania - Progreso Astronómico".
En 1953 se convirtió en miembro de la Comisión de Estrellas Variables, y en 1963, en miembro de la Comisión de Investigación de la Física de los Planetas.

## Eponimia
- El nombre de Jan Gadomski fue adjudicado al cráter Gadomski, que se encuentra en la cara oculta de la Luna.

## Algunas publicaciones
- Kosmografja: podręcznik dla szkół średnich (1931, wspólnie z Eugeniuszem Rybką)
- Astronomia: dla 2 kl. liceów ogólnokształcących, wydział humanistyczny i klasyczny (Książnica, Lwów, 1938)
- Zarys historii astronomii polskiej (Kraków, 1948)
- Człowiek tworzy własny firmament (Wydawnictwo „Iskry”, 1959)
- Na kosmicznych szlakach (Nasza Księgarnia, Warszawa, 1961)
- Powstanie kosmosu i jego życie (Nasza Księgarnia, Warszawa 1963)

- Relación de grandes astrónomos (1965)
- Astronomía popular (coautor, 1967)